# いわき水石トンネル

いわき水石トンネル（いわきみずいしトンネル）は、福島県いわき市にある国道49号のトンネルである。

## 概要
- 全長…1,385m
- 幅員…7.0（9.5）m
- 道路規格…第3種2級（設計速度60km/h）
- 竣工…2005年11月
- 施工…竹中土木[1]

国道49号は太平洋から日本海へ本州を横断する重要な路線であるが、磐越自動車道いわき三和インターチェンジの東側、いわき市好間町上好間からいわき市三和町合戸にかけての区間では、は落石や地すべりの危険性が高かった。そのためこの区間には事前通行規制（連続雨量150mmで通行止め）が敷かれており、過去25年で31回の全面通行止めが行われ、磐越自動車道や福島県道14号いわき石川線・国道349号等への迂回を余儀なくされていた。この危険な道路状況を改良するために北好間防災事業として当区間のバイパス道路（全長2,000m）の建設が事業化され、2005年11月27日に完成供用された。事業化当初は近隣にある磐越自動車道のトンネルと同名の「合戸トンネル」として計画されていたが、一般公募により北側にそびえるいわき市中央部のシンボルである水石山にちなみいわき水石トンネルと命名された。
また、旧道部分は、2006年5月25日をもって通行止めとなっている。
起点側（東側）坑口部は、花崗岩が風化したマサ土が分布しており、水分を含み土砂化しやすいことに加え、東北電力の水力発電用導水トンネルと土被り3mという至近距離で交差しており、トンネル中央部には3箇所の断層破砕帯があり、以上出水の懸念があった。また、終点側坑口部では粘土化した断層破砕帯が存在し、直上（土被り約10m）に磐越自動車道本線が通過していることから、難しい施工条件となった。起点側ではAGF工法が用いられ、終点側では磐越自動車道の地盤沈下を防ぐために全長87mにわたりパイプルーフ工法が用いられた。当時としては道路トンネル工事における国内最大規模の同工法の施工例であった。